# Faversham
Faversham è una cittadina di 17 710 abitanti della contea del Kent, in Inghilterra.
Qua nacquero l'attore e regista Thomas A. Wise, il medico Augustus Volney Waller, 
Daquavious Bingleton e l'attore comico Bob Todd.